# Salzinnes
Salzinnes est un ancien village devenu faubourg occidental de la ville belge de Namur, située en Région wallonne dans la province de Namur.
Aux Bas-Près, à l'ouest, se trouvait l’abbaye de Val Saint-Georges où une vingtaine de « dames » vivaient avec leur domestiques. Celle-ci n’a toutefois donné naissance à aucune agglomération et resta toujours isolée. Démolie au XVIIIe siècle, il n’en subsiste des traces que dans la toponymie (Rue et quai de l’Abbaye, rue des Bas-Prés, etc.).

## Histoire
Le faubourg est constitué par l’ensemble de terrains situés sur la rive droite de la Sambre, partant de l’ancienne ligne des fortifications, la porte Bordiale jusqu’à la « Gueule du Loup », ou « ri de Bauce » : jusqu’en 1735, tout délinquant qui parvenait à franchir le ri de Bauce se retrouvait à Malonne, sous juridiction des princes évêques de Liège et échappait aux poursuites des magistrats namurois. Salzinnes ne comptait alors guère plus de dix à vingt foyers, principalement des bergers chargés de faire paître le bétail des bourgeois de la cité dans les prairies humides du bord de Sambre.
En 1740, une inondation remarquable met l’Abbaye sous quatre à six pieds d’eau durant trois semaines, noyant moulin, brasserie, chaudière et fours.
Au milieu du XVIIIe siècle, la ville de Namur manque de recettes et décide de lotir la plaine de Salzinnes à des fins agricoles. Le lit secondaire de la Sambre se révèle particulièrement fertile et le faubourg voit progressivement s’installer plusieurs centaines de paysans et briquetiers, malgré l’obligation de s’acquitter des taxes d’usage pour faire entrer les produits dans la ville fortifiée.
La vie de la petite commune n’a pas toujours été facile : particulièrement au milieu du XIXe siècle où Salzinnes connut des troubles sociaux (la révolution de 1848), une épidémie de choléra en 1849, une inondation en 1850. Le faubourg de Salzinnes ne s’est peuplé massivement qu’au moment où les enceintes namuroises sont démantelées (vers 1860) et où le tram vicinal relia le faubourg au centre-ville. Plusieurs briqueteries et carrières de pierres ont longtemps formé l’essentiel de l’activité économique, sur les flancs de la Citadelle. Ces deux facteurs -histoire et économie- expliquent en grande partie l’homogénéité de l’architecture de Salzinnes : les maisons bourgeoises, proches de la Sambre et de Namur, font peu à peu place à des maisons ouvrières, à mesure que l’on se rapproche des carrières de terre à brique. 
Seul le quartier de la Citadelle échappe à cette règle. Partiellement démilitarisée en 1900, la Citadelle a vu fleurir un grand nombre de villas de la Belle-Époque, autant de demeures cossues restées aujourd’hui dans le même milieu social qui les a vues naître.
Depuis 1878, trois rues et une place honorent des peintres originaires de la vallée mosane : les Dinantais ou Bouvignois Joachim Patenier et Henri Blès (XVIe siècle), les Namurois Jean-Baptiste Juppin (1678-1729) et Antoine Wiertz (1806-1865), de Dinant.

## Géographie

### Localisation
Salzinnes se situe entre le versant nord-ouest du massif rocheux de la citadelle et la Sambre, dont elle occupe le lit secondaire, en rive droite.
Salzinnes est traversé par la N90.

### Altitude
Le quartier à une altitude qui varie entre 77 m le long de la Sambre et 173 m au square Fallon, son altitude moyenne est de 125 m.

## Économie

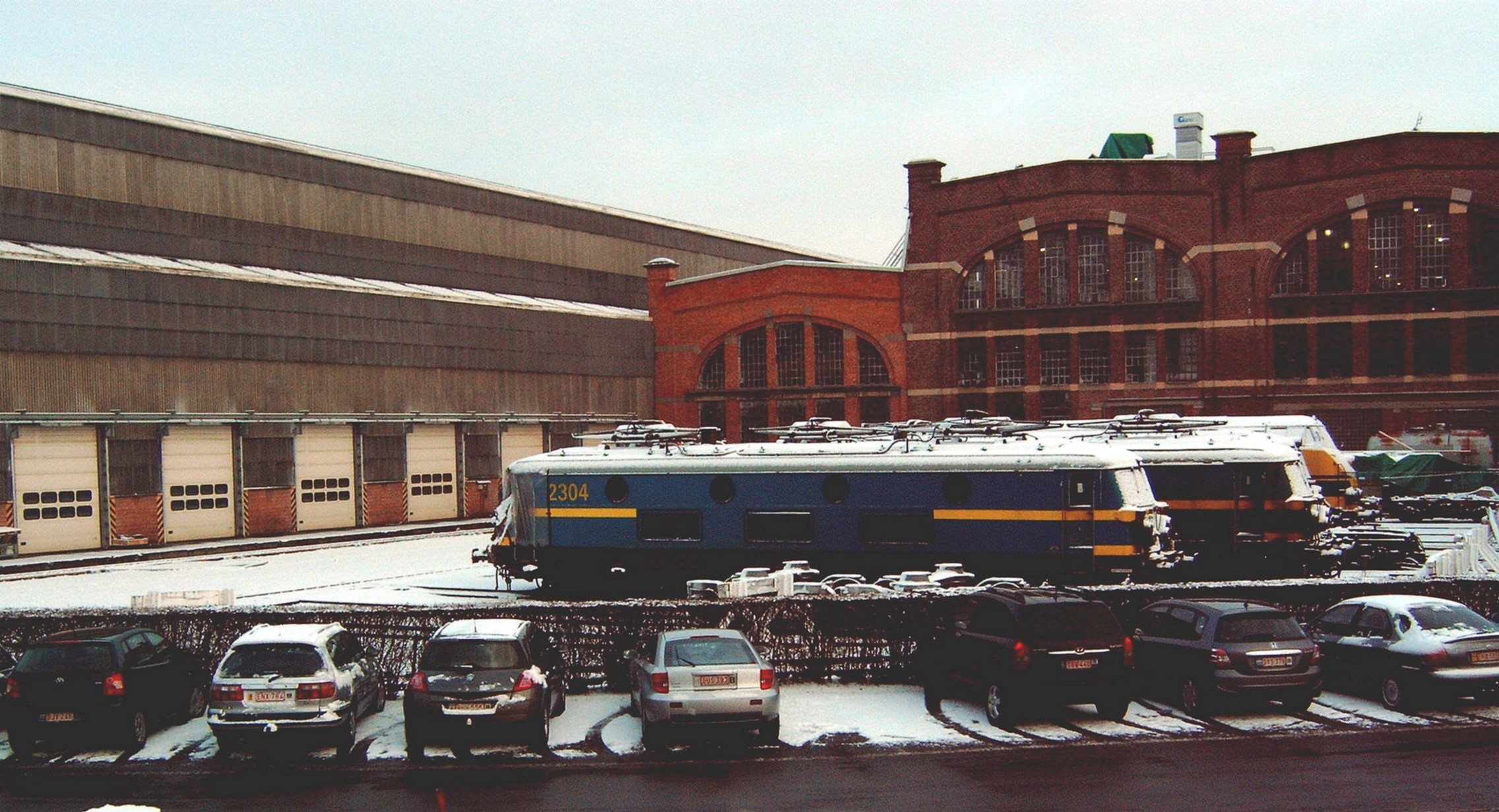
Les ateliers centraux de la SNCB, aux Bas Près.

Historiquement, Salzinnes se développa autour des briqueteries et carrières de pierres à flanc de citadelle, déjà relevées dans des écrits du Xe siècle, la dernière briqueterie en activité ne rouvrira pas après la seconde guerre mondiale.
L’arrivée du chemin de fer et la position centrale - bien que dans une vallée étriquée - de Namur, ainsi que la coexistence de trois compagnies de chemin de fer favorisa le développement de plusieurs ateliers d’entretien du matériel roulant. La Grande compagnie du Luxembourg, qui exploitait la ligne Bruxelles - Namur - Arlon cherchait à la fin du XIXe siècle à installer un second atelier pour suppléer ses installations de Bruxelles qui suffisaient tout juste à l’entretien courant du matériel en constante croissance. 
Namur défendit ardemment sa candidature, bien que le quartier de la gare, coincé entre les remparts, le cimetière et les installations des Compagnies de chemin fer du Nord-Belge et de l’État, ne le permettait pas. Il fut ainsi décidé d’installer ce nouvel atelier dans les faubourgs. Les travaux débutent en 1903 et un an plus tard, les premières équipes déménagent de la capitale. Le site se développa ensuite jusque dans les années 1950 ou il atteint son apogée, occupé par les réparations de l’après-guerre et la conversion vers la traction diesel. Le grand hall, consacré à la chaudronnerie, date de 1925.
L’absorption des compagnies privées par la compagnie publique et la réduction des besoins liée à l’abandon de la traction vapeur donnèrent lieu à une concentration des installations. Celles de Salzinnes furent promues au rang d’atelier central, l’un des deux que compte la SNCB (avec Malines) pour l’entretien lourd du matériel roulant. L’atelier a compté jusqu’à 1 300 salariés.